# Geschäftsordnung für den Gemeinsamen Ausschuß
| Basisdaten                                               | Basisdaten                                                  |
| -------------------------------------------------------- | ----------------------------------------------------------- |
| Titel:                                                   | Geschäftsordnung für den Gemeinsamen Ausschuß               |
| Abkürzung:                                               | GemAusGO                                                    |
| Rechtsmaterie:                                           | Staats- und Verfassungsrecht                                |
| FNA:                                                     | 1101-6                                                      |
| Erlassen aufgrund von:                                   | Art. 53a GG                                                 |
| Verkündungstag:                                          | 23. Juli 1969 (BGBl. I S. 1102)                             |
| Letzte Änderung durch:1)                                 | Änderungsbekanntmachung vom 25. März 1993 (BGBl. I S. 1500) |
| 1) Bitte beachten Sie den Hinweis zur geltenden Fassung! |                                                             |

Die Geschäftsordnung für den Gemeinsamen Ausschuß (GemAusGO) wird aufgrund von Art. 53a GG erlassen; sie ist vom Bundestag zu beschließen und bedarf der Zustimmung des Bundesrates. Veröffentlicht wird sie im Bundesgesetzblatt.
Die GemAusGO besteht aus zwei Teilen. Im ersten Abschnitt finden sich Regelungen zu Zusammensetzung und Einberufung, der zweite Abschnitt behandelt Verfahrensbestimmungen. Dabei erklärt § 18 Abs. 1 GemAusGO für das Verfahren des Ausschusses im Übrigen die Vorschriften der Geschäftsordnung des Bundestages über das Verfahren im Bundestag für entsprechend anwendbar.